# Tom Pöysti
Tom Erik Pöysti, född 14 maj 1954 i Helsingfors, är en finländsk skådespelare. 

## Biografi
Pöysti utexaminerades 1979 från Teaterhögskolan i Helsingfors och har arbetat vid bland annat RTV-teatern 1979–1981, Intimiteatteri 1981–1983, Helsingfors stadsteater 1983–1987, Rukakeskus 1987–1993, Uusi iloinen teatteri 1979–1981 och Komediateatteri sedan 1995. Han har medverkat i filmen Flucht in den Norden (1986) och i Harjunpää och plågoandarna (1993). Han spelade mot fadern Lasse Pöysti i Samuel Becketts I väntan på Godot på Svenska Teatern i Helsingfors 2000. Det är i huvudsak som komiker han har gjort sig känd, också för film- och tv-publik, bland annat med Vääpeli Körmy-filmerna och med Hurmaava joukkoitsemurha (2000) för televisionen. Han skrev manuset till Suomisen perhe taistelee 1996. Han är även känd som konsult och föredragshållare om människorelationer och olika beteendemönster i dagens föränderliga värld. 

### Familj
Tom Pöysti är son till Lasse Pöysti och Birgitta Ulfsson samt bror till Erik Pöysti.